# Helicha
Helicha – zalesiony szczyt o wysokości 416 m n.p.m., na Pogórzu Przemyskim.
Przez szczyt przebiega niebieski i czerwony szlak turystyczny.